# 妙円寺 (真庭市)
妙円寺（みょうえんじ）は、岡山県真庭市勝山にある日蓮宗の寺院。山号は金原山。旧本山は京都妙覚寺。奠師法縁。
真庭市には妙源寺、法光寺、本覺寺、興善寺、蓮祐寺等がある。

## 歴史
- 1360年（延文5年）、大僧正大覚妙実が、高田城主三浦貞宗の援助で創建。

## 伽藍
- 本堂 1745年（延享2年）に再建された重層入母屋造の折衷様建築。重層の本堂は県下でも珍しい。真庭市の指定文化財[1]。
- 番神堂 1752年（宝暦2年）建立。真庭市の指定文化財[1]。

## 寺宝
- 鰐口 1364年（貞治3年）銘と三浦貞宗の名が見られる。

## 参考資料
- 文 三好基之、写真 湯田秀昭『勝山』山陽新聞社（山陽新聞サンブックス、1996年）